# Honeymoon Travels Pvt. Ltd.
Honeymoon Travels Pvt. Ltd. est un film indien de Bollywood réalisé par Reema Kagti sorti le 23 février 2007.
Le film met en vedette Ameesha Patel, Abhay Deol, Shabana Azmi, Raima Sen... Le long métrage fut un succès relatif au box-office.

## Distribution
- Ranvir Shorey : Hitesh
- Dia Mirza : Shilpa (comme Diya Mirza)
- Abhay Deol : Aspi
- Minissha Lamba : Zara
- Boman Irani : Oscar
- Shabana Azmi : Naheed
- Kay Kay Menon : Partho
- Raima Sen : Milly
- Ameesha Patel : Pinky Kapoor
- Karan Khanna : Vicky (comme Karran Khanna)
- Sandhya Mridul : Madhu
- Vikram Chatwal : Bunty
- Naved Aslam : Sunil
- Suzanne Bernert : Ditta
- Chandan Bisht : Dinesh
- Advait Chandan : Hippy Boy 1
- Shahana Goswami : Gina Fernandes
- Darshan Jariwala : Ramprasad
- Ayaz Khan : Sanjay
- Saira Khan : Oscar's First Wife
- Arjun Rampal : Jignesh
- Nandita Thakur : Partho's mother
- Arkadi Tsinman :
- Yan Yanakiyev :
- Mariya Yarotskaya :

## Box-office
- Box-office en Inde : 165 000 000 roupies[1].